# Hauptstraße 241 (Mönchengladbach)

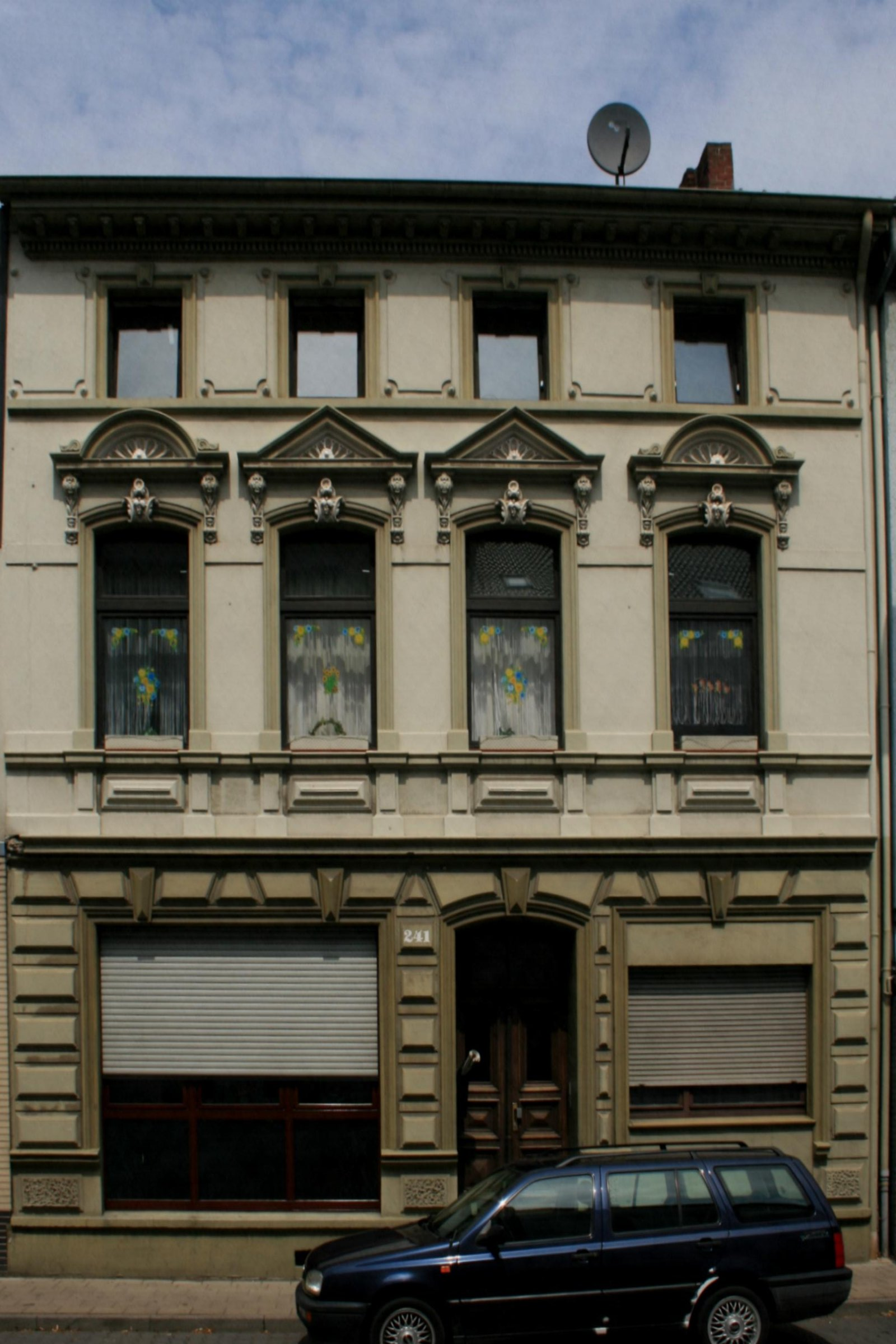
Wohngeschäftshaus (2010)

Das Wohngeschäftshaus Hauptstraße 241 steht im Stadtteil Rheydt in Mönchengladbach (Nordrhein-Westfalen).
Das Gebäude wurde 1901 erbaut. Es wurde unter Nr. H 042  am 15. Dezember 1987 in die Denkmalliste der Stadt Mönchengladbach eingetragen.

## Architektur
Das Wohngeschäftshaus in der Hauptstraße 241 wurde 1901 errichtet und zeigt drei Stockwerke, davon ist das obere als Mezzanin ausgebildet. Ein Zahnfries schließt die Fassade ab. Darüber das vorkragende Dachgesims mit Scheinsparrenköpfen und Satteldach.